# Electric City (Washington)
Pour les articles homonymes, voir Electric City.
Electric City est une ville américaine située dans le comté de Grant, dans l'État de Washington. Selon le recensement de 2020, sa population est de 956 habitants.